# Tony Chapron

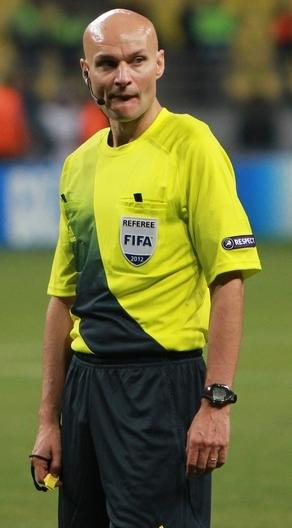
Tony Chapron, 2012

Tony Chapron (* 23. April 1972 in Flers, Frankreich) ist ein ehemaliger französischer Fußballschiedsrichter.
Chapron leitete sowohl Spiele in der höchsten französischen Liga als auch international für die UEFA und die FIFA.
Chapron war seit 1998 hauptberuflicher Schiedsrichter und leitete seit 2007 internationale Spiele.
Aufmerksamkeit erregte eine Aktion, bei der Chapron als Schiedsrichter während des Ligaspiels zwischen FC Nantes und Paris Saint-Germain am 14. Januar 2018 nach einer Kollision mit dem Nantes-Spieler Diego Carlos gegen diesen nachtrat. Für diesen Tritt wurde er drei Monate gesperrt, später wurde die Bestrafung in einer Berufungsverhandlung auf 8 Monate festgelegt, von denen zwei zur Bewährung ausgesetzt wurden. Daraufhin trat er von seinem Amt zurück.